# Verpflegungsgeld (Bundeswehr)
Verpflegungsgeld ist in der deutschen Bundeswehr einerseits der Betrag, den Berufssoldaten und Soldaten auf Zeit für ihre Verpflegung in der Truppenküche zahlen müssen, andererseits der Betrag, den Wehrsoldempfänger erhalten, wenn sie von der Teilnahme an der Gemeinschaftsverpflegung befreit sind oder diese nicht bereitgestellt werden kann.
Die Höhe des Verpflegungsgeldes richtet sich nach dem Tagessatz der Sozialversicherungsentgeltverordnung. Im Jahr 2024 beträgt das Verpflegungsgeld 10,43 Euro (Frühstück 2,17 Euro, Mittag- und Abendessen je 4,13 Euro). Im Jahr 2025 beträgt das Verpflegungsgeld 11,10 Euro (Frühstück 2,30 Euro, Mittag- und Abendessen je 4,40 Euro).
Das Verpflegungsgeld für Wehrsoldempfänger (Freiwillig Wehrdienstleistende und Reservistendienstleistende) wird grundsätzlich im Rahmen der Wehrsoldabrechnung nachträglich ausgezahlt. Der Wehrsoldempfänger kann einen Antrag auf Befreiung von der Verpflichtung zur Teilnahme an der Gemeinschaftsverpflegung stellen. Dadurch wird das Verpflegungsgeld bereits im Voraus für die entsprechenden Mahlzeiten ausgezahlt.
Verpflegungsgeld kann auch an Berufssoldaten und Soldaten auf Zeit ausgezahlt werden, wenn diese aufgrund der Teilnahme an einem besonderen Dienstgeschäft zur Teilnahme an der Gemeinschaftsverpflegung verpflichtet sind, diese aber nicht bereitgestellt werden kann.